# Liste der Straßen und Plätze im 16. Arrondissement (Paris)
Diese Liste führt alle Straßen und Plätze im 16. Arrondissement von Paris auf.

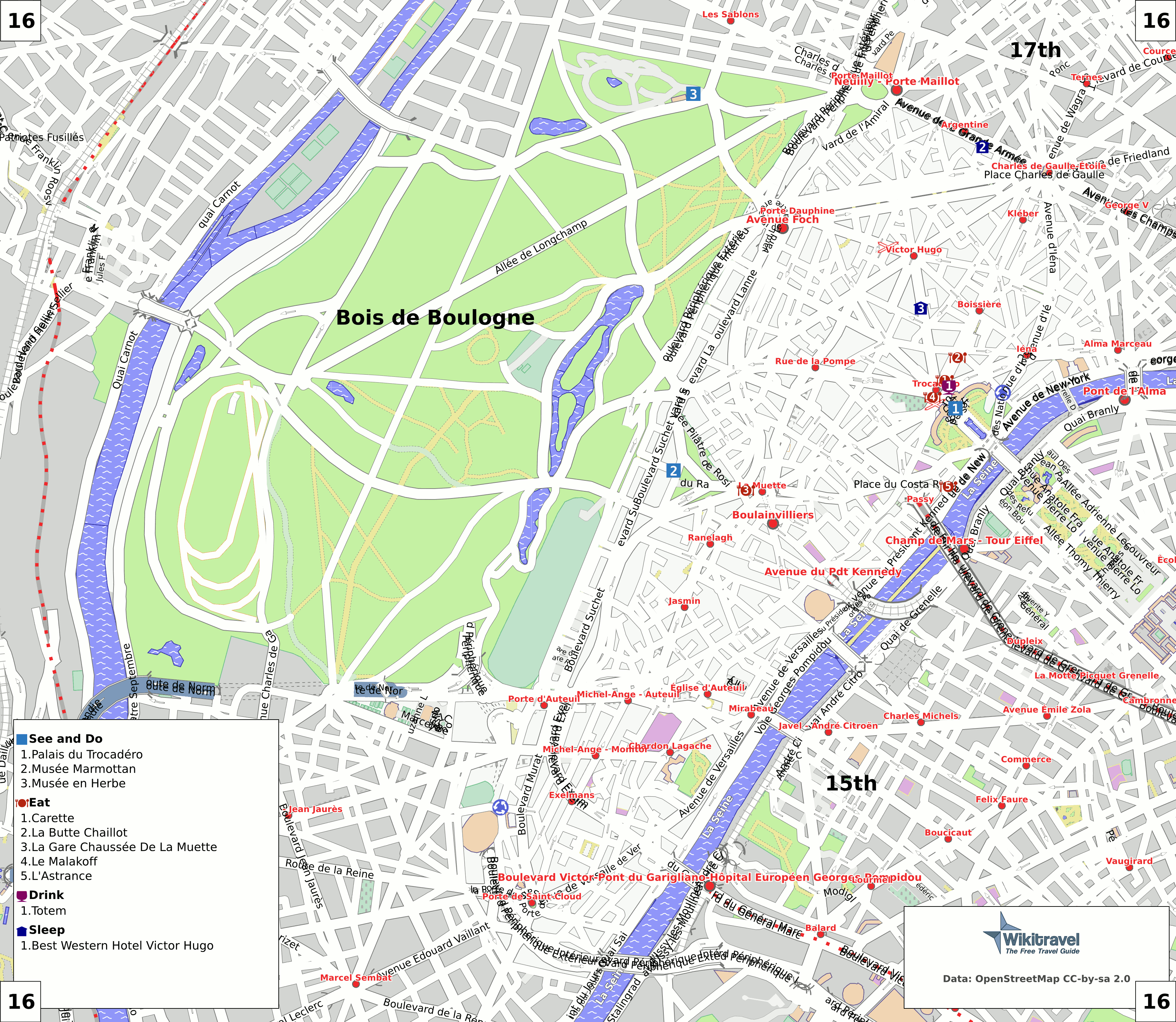
Plan des 16. Arrondissements von Paris

## Liste

### A
- Autoroute A13
- Place de l’Abbé-Franz-Stock
- Rue de l’Abbé-Gillet
- Avenue de l’Abbé-Roussel
- Rue Abel-Ferry
- Voie AC/16
- Rue Adolphe-Yvon
- Avenue Adrien-Hébrard
- Voie AF/16
- Rue Agar
- Voie AH/16
- Voie AJ/16
- Voie AK/16
- Rue Albéric-Magnard
- Avenue Albert-de-Mun
- Avenue Albert-Ier-de-Monaco
- Rue de l’Alboni
- Square Alboni
- Villa Alexandre-Tansman
- Rue Alfred-Bruneau
- Square Alfred-Capus
- Rue Alfred-Dehodencq
- Square Alfred-Dehodencq
- Square des Aliscamps
- Place de l’Alma
- Pont de l’Alma
- Avenue Alphand
- Avenue Alphonse-XIII
- Boulevard de l’Amiral-Bruix
- Rue de l’Amiral-Cloué
- Rue de l’Amiral Courbet
- Place de l’Amiral-de-Grasse
- Rue de l’Amiral-d’Estaing
- Rue de l’Amiral-Hamelin
- Rue d’Andigné
- Place d’Andorre
- Rue André-Colledeboeuf
- Boulevard André-Maurois
- Rue André-Pascal
- Rue d’Ankara
- Avenue Anne-Eugénie-Milleret-de-Brou
- Rue de l’Annonciation
- Rue Antoine-Arnauld
- Square Antoine-Arnauld
- Rue Antoine-Roucher
- Voie AQ/16
- Voie AR/16
- Rue d’Argentine
- Rue de l’Arioste
- Voie AS/16
- Rue de l’Assomption
- Voie AT/16
- Voie AU/16
- Rue Auguste-Maquet
- Rue Auguste-Vacquerie
- Boulevard d’Auteuil
- Port d’Auteuil
- Rue d’Auteuil
- Voie AV/16
- Square de l’Avenue-Du-Bois
- Square de l’Avenue-Foch
- Voie AW/16
- Voie AX/16
- Voie AY/16
- Voie AZ/16

### B
- Voie BA/16
- Place de Barcelone
- Rue de Bassano
- Rue Bastien-Lepage
- Rue des Bauches
- Voie BB/16
- Voie BC/16
- Voie BD/16
- Voie BE/16
- Boulevard de Beauséjour
- Villa de Beauséjour
- Rue Beethoven
- Impasse des Belles Feuilles
- Rue des Belles Feuilles
- Rue Bellini
- Rue de Belloy
- Rue Benjamin Franklin
- Rue Benjamin Godard
- Rue Benouville
- Hameau Béranger
- Rue Berlioz
- Rue Berton
- Voie BF/16
- Voie BG/16
- Voie BH/16
- Voie BI/16
- Pont de Bir-Hakeim
- Voie BJ/16
- Voie BK/16
- Voie BL/16
- Voie BM/16
- Voie BN/16
- Voie BO/16
- Hameau Boileau
- Rue Boileau
- Villa Boileau
- Rue du Bois-de-Boulogne
- Rue Bois-Le-Vent
- Rue Boissière
- Villa Boissière
- Place de Bolivie
- Rue Bosio
- Avenue Boudon
- Avenue de Boufflers
- Hameau de Boulainvilliers
- Rue de Boulainvilliers
- Rue du Bouquet-de-Longchamp
- Voie BP/16
- Voie BQ/16
- Voie BR/16
- Square de la Bresse
- Rue Brignole
- Voie BS/16
- Voie BT/16
- Voie BU/16
- Avenue Bugeaud
- Rue du Buis
- Voie BV/16
- Voie BW/16
- Voie BX/16
- Voie BY/16
- Voie BZ/16

### C
- Voie C/16
- Voie CA/16
- Avenue de Camoëns
- Rue du Capitaine-Olchanski
- Impasse des Carrières
- Voie CB/16
- Voie CC/16
- Voie CD/16
- Voie CE/16
- Voie CF/16
- Voie CG/16
- Voie CH/16
- Rue de Chaillot
- Square de Chaillot
- Avenue des Chalets
- Rue Chalgrin
- Rue Chamfort
- Place du Chancelier-Adenauer
- Rue Chanez
- Villa Chanez
- Avenue Chantemesse
- Rue Chapu
- Rue Chardin
- Rue Chardon-Lagache
- Place Charles-de-Gaulle
- Rue Charles-Dickens
- Square Charles-Dickens
- Rue Charles-Lamoureux
- Rue Charles-Marie-Widor
- Rue Charles-Tellier
- Rue Chernoviz
- Villa Cheysson
- Place Chopin
- Voie CI/16
- Rue Cimarosa
- Rue de Civry
- Voie CJ/16
- Voie CK/16
- Rue Claude-Chahu
- Rue Claude-Farrère
- Place Claude-François
- Rue Claude-Lorrain
- Villa Claude-Lorrain
- Rue Claude-Terrasse
- Place Clément-Ader
- Voie CM/16
- Voie CN/16
- Voie CO/16
- Place de Colombie
- Avenue du Colonel-Bonnet
- Rue du Commandant-Guilbaud
- Rue du Commandant-Marchand
- Rue du Commandant-Schloesing
- Rue du Conseiller-Collignon
- Rue Copernic
- Villa Copernic
- Impasse Corneille
- Rue Corot
- Rue Cortambert
- Place de Costa-Rica
- Rue Crevaux
- Rue de la Cure

### D
- Voie D/16
- Rue Dangeau
- Rue Daumier
- Rue Davioud
- Passerelle Debilly
- Port Debilly
- Rue Debrousse
- Rue Decamps
- Rue Degas
- Boulevard Delessert
- Rue Désaugiers
- Avenue Despréaux
- Place Diana
- Villa Dietz-Monnin
- Rue du Docteur-Blanche
- Square du Docteur-Blanche
- Rue du Docteur-Germain-Sée
- Place du Docteur-Hayem
- Place du Docteur-Paul-Michaux
- Avenue Dode-de-la-Brunerie
- Rue du Dôme
- Rue Donizetti
- Rue Dosne
- Rue Duban
- Rue Dufrenoy
- Villa Dufresne
- Rue Dumont-d’Urville
- Cité Duplan
- Villa Dupont
- Rue Duret

### E
- Rue des Eaux
- Square des Écrivains-Combattants-Morts-pour-la-France
- Rue Edmond-About
- Rue Édouard-Fournier
- Avenue Édouard-Vaillant
- Place de l’Église-d’Auteuil
- Place de l’Église-de-l’Assomption
- Boulevard Émile Augier
- Avenue Émile-Bergerat
- Rue Émile-Ménier
- Villa Émile-Meyer
- Avenue Erlanger
- Rue Erlanger
- Villa Erlanger
- Avenue de l’Ermitage
- Rue Ernest-Hébert
- Place des États-Unis
- Passage Eugène-Beaudouin
- Rue Eugène-Delacroix
- Rue Eugène-Labiche
- Rue Eugène-Manuel
- Villa Eugène-Manuel
- Rue Eugène-Poubelle
- Boulevard Exelmans
- Avenue d’Eylau
- Villa d’Eylau

### F
- Voie F/16
- Rue de la Faisanderie
- Villa de la Faisanderie
- Rue Fantin-Latour
- Rue Faustin Hélie
- Rue Félicien-David
- Avenue Félix-D’Hérelle
- Avenue Ferdinand-Buisson
- Boulevard Flandrin
- Villa Flore
- Rue Florence-Blumenthal
- Cité Florentine-Estrade
- Avenue Foch
- Rue Foucault
- Rue Francisque-Sarcey
- Rue François-Gérard
- Rue François-Millet
- Rue François Ponsard
- Rue de Franqueville
- Avenue Frémiet
- Rue des Frères-Périer
- Rue Fresnel
- Rue Freycinet
- Avenue de la Frillière

### G
- Rue Galilée
- Rue de Galliera
- Pont du Garigliano
- Rue Gaston-de-Saint-Paul
- Rue Gavarni
- Rue du Général-Anselin
- Rue du Général-Appert
- Rue du Général-Aubé
- Avenue du Général-Balfourier
- Avenue du Général-Clavery
- Rue du Général-Clergerie
- Rue du Général-Delestraint
- Avenue du Général-Dubail
- Rue du Général-Grossetti
- Rue du Général-Langlois
- Rue du Général-Largeau
- Rue du Général-Malleterre
- Avenue du Général-Mangin
- Rue du Général-Niox
- Place du Général-Patton
- Rue du Général-Roques
- Avenue du Général-Sarrail
- Place du Général-Stefanik
- Place des Généraux-de-Trentinian
- Rue George-Sand
- Villa George-Sand
- Rue Georges-Bizet
- Avenue Georges-Lafont
- Rue Georges-Leygues
- Avenue Georges-Mandel
- Voie Georges-Pompidou
- Avenue Georges-Risler
- Rue Georges-Ville
- Rue Gérard-Philipe
- Rue Géricault
- Rue Girodet
- Villa des Glizières
- Rue Goethe
- Avenue de la Grande-Armée
- Pont de Grenelle
- Rue Greuze
- Rue Gros
- Rue Gudin
- Villa Guibert
- Rue Guichard
- Villa des Guignières
- Rue Gustave-Courbet
- Rue Gustave Nadaud
- Avenue Gustave-V-de-Suède
- Rue Gustave-Zédé
- Rue Guy-De-Maupassant

### H
- Rue Henri-de-Bornier
- Rue Henri-Heine
- Avenue Henri-Martin
- Square Henri-Bataille
- Rue Henry-de-La-Vaulx
- Square Henry-Paté
- Rue Herran
- Villa Herran
- Avenue Hussein-1er-de-Jordanie

### I
- Avenue d’Iéna
- Place d’Iéna
- Pont d’Iéna
- Avenue Ingres
- Rue Isabey

### J
- Rue Jacques-Offenbach
- Place Jane-Evrard
- Cour Jasmin
- Rue Jasmin
- Square Jasmin
- Rue Jean-Bologne
- Rue Jean-de-La-Fontaine
- Rue Jean-Giraudoux
- Rue Jean-Hugues
- Place Jean-Lorrain
- Place Jean-Monnet
- Square Jean-Paul-Laurens
- Rue Jean Richepin
- Allée Jean-Sablon
- Villa Jocelyn
- Place José-Marti
- Rue Joseph-et-Marie-Hackin
- Rue Jouvenet
- Square Jouvenet
- Rue Jules-Claretie
- Avenue Jules Janin
- Place Jules-Rimet
- Boulevard Jules-Sandeau

### K
- Rue Kepler
- Avenue Kléber

### L
- Voie L/16
- Hameau La Fontaine
- Square La Fontaine
- Rue La Pérouse
- Rue Lalo
- Square Lamartine
- Avenue de Lamballe
- Rue Lancret
- Boulevard Lannes
- Rue Largillière
- Rue de Lasteyrie
- Rue Laurent-Pichat
- Rue Lauriston
- Rue Le Marois
- Rue Le Nôtre
- Rue Le Sueur
- Rue Le Tasse
- Impasse Léa-Blain
- Rue Lecomte-Du-Noüy
- Rue Leconte-de-Lisle
- Villa Leconte-de-Lisle
- Rue Lekain
- Rue Léo-Delibes
- Rue Léonard-de-Vinci
- Rue Léon-Bonnat
- Rue Léonce-Reynaud
- Place Léon-Deubel
- Avenue Léon-Heuzey
- Avenue Léopold-II
- Rue Leroux
- Square Leroy-Beaulieu
- Rue du Lieutenant-Colonel-Deport
- Rue de Longchamp
- Villa de Longchamp
- Rue de Lota
- Avenue Louis-Barthou
- Quai Louis-Blériot
- Rue Louis-Boilly
- Rue Louis-David
- Rue de Lubeck
- Rue Lyautey

### M
- Voie M/16
- Rue de Magdebourg
- Avenue de Malakoff
- Impasse de Malakoff
- Villa Malakoff
- Square Malherbe
- Rue Mallet-Stevens
- Rue de la Manutention
- Boulevard Marbeau
- Rue Marbeau
- Avenue Marceau
- Avenue Marcel-Doret
- Avenue Marcel-Proust
- Rue Marceline-Desbordes-Valmore
- Place du Maréchal-de-Lattre-de-Tassigny
- Avenue du Maréchal-Franchet-d’Espérey
- Avenue du Maréchal-Lyautey
- Avenue du Maréchal-Maunoury
- Allée Maria-Callas
- Place Maria-Callas
- Impasse Marie-de-Régnier
- Rue Marietta-Martin
- Place Marlène Dietrich
- Rue des Marronniers
- Rue Maspéro
- Rue Massenet
- Rue Maurice-Bourdet
- Rue Mérimée
- Rue Meryon
- Rue Mesnil
- Place de Mexico
- Hameau Michel-Ange
- Rue Michel-Ange
- Villa Michel-Ange
- Rue Mignard
- Rue Mignet
- Square Mignot
- Pont Mirabeau
- Rue Mirabeau
- Rue de la Mission-Marchand
- Avenue Molière
- Rue Molitor
- Villa Molitor
- Square du Mont-Blanc
- Avenue de Montespan
- Rue de Montevideo
- Rue Mony
- Avenue de Montmorency
- Boulevard de Montmorency
- Villa de Montmorency
- Avenue Mozart
- Square Mozart
- Villa Mozart
- Chaussée de la Muette
- Villa Mulhouse
- Boulevard Murat
- Villa Murat
- Rue de Musset

### N
- Rue Narcisse Diaz
- Avenue des Nations-Unies
- Avenue de Neuilly
- Rue Newton
- Avenue de New-York
- Hameau Nicolo
- Rue Nicolo
- Rue de Noisiel
- Rue Nungesser-et-Coli

### O
- Rue Octave-Feuillet
- Rue Oswaldo-Cruz

### P
- Voie P/16
- Square de Padirac
- Rue Pajou
- Place du Paraguay
- Avenue du Parc-de-Passy
- Avenue du Parc-des-Princes
- Rue Parent-de-Rosan
- Place de Passy
- Port de Passy
- Rue de Passy
- Rue du Pasteur-Marc-Boegner
- Villa Patrice-Boudart
- Rue des Pâtures
- Place Paul-Beauregard
- Rue Paul-Delaroche
- Avenue Paul Doumer
- Rue Paul-Dupuy
- Place Paul-Reynaud
- Rue Paul-Saunière
- Rue Paul-Valéry
- Rue des Perchamps
- Rue du Père-Brottier
- Place du Père-Marcellin-Champagnat
- Rue Pergolèse
- Boulevard périphérique
- Avenue Perrichont
- Rue de la Petite-Arche
- Rue Pétrarque
- Square Pétrarque
- Avenue des Peupliers
- Rue Piccini
- Rue Picot
- Place Pierre-Brisson
- Rue Pierre-Guérin
- Avenue Pierre-Ier-de-Serbie
- Rue Pierre-Louÿs
- Allée Pilâtre-de-Rozier
- Avenue de Pologne
- Rue de Pomereu
- Rue de la Pompe
- Avenue de la Porte-d’Auteuil
- Place de la Porte-d’Auteuil
- Place de la Porte-de-Passy
- Avenue de la Porte-de-Saint-Cloud
- Place de la Porte-de-Saint-Cloud
- Place de la Porte-Maillot
- Avenue de la Porte-Molitor
- Place de la Porte-Molitor
- Avenue des Portugais
- Place Possoz
- Rue Poussin
- Rue du Pré-Aux-Chevaux
- Place du Préfet-Claude-Erignac
- Rue de Presbourg
- Avenue du Président-Kennedy
- Avenue du Président-Wilson
- Impasse des Prêtres
- Avenue Prudhon

### R
- Square Racan
- Impasse Racine
- Rue Raffaëlli
- Impasse Raffet
- Rue Raffet
- Avenue du Ranelagh
- Rue du Ranelagh
- Square du Ranelagh
- Avenue Raphaël
- Avenue Raymond-Poincaré
- Rue Raynouard
- Square Raynouard
- Avenue du Recteur-Poincaré
- Rue de Rémusat
- Rue René-Bazin
- Avenue René-Boylesve
- Rue Ribera
- Place Richard-de-Coudenhove-Kalergi
- Rue Robert-Le-Coin
- Rue Robert-Turquan
- Square de Rocamadour
- Place Rochambeau
- Avenue Rodin
- Place Rodin
- Avenue de Rouvray
- Sentier du Rouvray
- Rue Rude

### S
- Voie S/16
- Rue des Sablons
- Villa Saïd
- Rue de Saïgon
- Rue Saint-Didier
- Quai Saint-Exupéry
- Avenue Saint-Honoré-d’Eylau
- Rue Scheffer
- Villa Scheffer
- Rue du Sergent-Maginot
- Rue Serge-Prokofiev
- Rue de Sfax
- Rue de Siam
- Passage Singer
- Rue Singer
- Villa Sommeiller
- Rue de Sontay
- Villa Souchier
- Rue de la Source
- Passage souterrain-Henri-Gaillard
- Rue Spontini
- Villa Spontini
- Avenue du Square
- Boulevard Suchet
- Pont de Suresnes
- Rue Suzanne-Lenglen
- Avenue des Sycomores

### T
- Voie T/16
- Rue Talma
- Place Tattegrain
- Place Théodore-Rivière
- Avenue Théodore-Rousseau
- Avenue Théophile-Gautier
- Square Théophile-Gautier
- Boulevard Thierry-De-Martel
- Rue Thiers
- Square Thiers
- Avenue des Tilleuls
- Avenue des Tilleuls
- Place de Tokyo
- Square Tolstoï
- Rue de la Tour
- Villa de la Tour
- Rue de Traktir
- Square du Trocadéro
- Place du Trocadéro-et-du-Onze-Novembre

### U
- Voie U/16
- Square de l’Union
- Square d’Urfé
- Place de l’Uruguay

### V
- Voie V/16
- Rue Van-Loo
- Rue de Varize
- Place de Varsovie
- Place du Venezuela
- Rue Verderet
- Rue Verdi
- Avenue de Versailles
- Avenue Victor Hugo
- Place Victor Hugo
- Villa Victor Hugo
- Rue Victorien-Sardou
- Square Victorien-Sardou
- Villa Victorien-Sardou
- Rue des Vignes
- Grande Avenue de la Villa-de-la-Réunion
- Rue Vineuse
- Avenue Vion-Whitcomb
- Rue Vital
- Impasse Voltaire

### W
- Voie W/16
- Rue Weber
- Rue Wilhem

### X
- Voie X/16

### Y
- Rue de l’Yvette
- Rue Yvon-Villarceau

### Z
- Voie Z/16

### Bois de Boulogne
Folgende Straßen befinden sich im Bois de Boulogne:
- Chemin de l’Abbaye
- Boulevard  Anatole-France
- Route d’Auteuil-à-Suresnes
- Route d’Auteuil-aux-Lacs
- Allée du Bord-de-l’Eau
- Allée des Bouleaux
- Porte de Bagatelle
- Porte de Boulogne
- Route de Boulogne-à-Passy
- Carrefour du Bout-des-Lacs
- Butte-Mortemart
- Carrefour des Cascades
- Chemin de Ceinture-du-Lac-Inférieur
- Chemin de Ceinture-du-Lac-Supérieur
- Route du Champ-d’Entraînement
- Boulevard du Commandant-Charcot
- Carrefour de la Croix-Catelan
- Chemin de la Croix-Catelan
- Allée de l’Espérance
- Route de l’Étoile
- Allée  Fortunée
- Route de la Grande-Cascade
- Grille-de-Saint-Cloud
- Avenue de l’Hippodrome
- Porte de l’Hippodrome
- Route des Lacs
- Route des Lacs-à-Bagatelle
- Chemin des Lacs-à-la-Porte-Dauphine
- Route des Lacs-à-Madrid
- Route des Lacs-à-Passy
- Allée de Longchamp
- Carrefour de Longchamp
- Route de Longchamp-au-Bout-des-Lacs
- Route de la Longue-Queue
- Porte de Madrid
- Allée de Madrid-à-Neuilly
- Avenue du Mahatma-Gandhi
- Boulevard  Maillot
- Boulevard  Maurice-Barrès
- Route des Moulins
- Route de la Muette-à-Neuilly
- Porte de Neuilly
- Carrefour de Norvège
- Chemin du Pavillon-d’Armenonville
- Chemin des Pépinières
- Route des Pins
- Route du Point-du-Jour-à-Bagatelle
- Route du Point-du-Jour-à-Suresnes
- Route de la Porte-Dauphine-à-la-Porte-des-Sablons
- Route de la Porte-des-Sablons-à-la-Porte-Maillot
- Route de la Porte-Saint-James
- Allée des Poteaux
- Route du Pré-Catelan
- Allée de la Reine-Marguerite
- Chemin des Réservoirs
- Boulevard  Richard-Wallace
- Rond-des-Mélèzes
- Porte des Sablons
- Route  Sablonneuse
- Avenue de Saint-Cloud
- Allée  Saint-Denis
- Porte  Saint-James
- Porte de la Seine
- Chemin de la Seine-à-Bagatelle
- Route de la Seine-à-la-Butte-Mortemart
- Route de Sèvres-à-Neuilly
- Route de Suresnes
- Chemin de Suresnes-à-Bagatelle
- Carrefour des Tribunes
- Route des Tribunes
- Route de la Vierge-aux-Berceaux
- Chemin des Vieux-Chênes